# Солодка (озеро)
Солодка (каз. Солодка) — солёное озеро в районе Магжана Жумабаева Северо-Казахстанской области Казахстана. Находится в 800 м к северо-западу от села Каракога в урочище Камышловский лог.
По данным топографической съёмки 1940-х годов, площадь поверхности озера составляет 4,14 км². Наибольшая длина озера — 2,8 км, наибольшая ширина — 2,1 км. Длина береговой линии составляет 7,9 км, развитие береговой линии — 1,09. Озеро расположено на высоте 109,3 м над уровнем моря.
Озеро входит в перечень рыбохозяйственных водоёмов местного значения, имеется озёрно-товарное рыбоводное хозяйство.